# 毛司嶼
毛司嶼，為台灣澎湖縣白沙鄉的一座島嶼，面積0.1115平方公里，島嶼位置在鳥嶼北北東方約2.5公里處，為白沙鄉最東端的島嶼之一，毛司嶼為一沈水岩礁，乾潮時會露出一大片比滿潮面積大好幾倍的海蝕平臺。毛司嶼島名由來源自臺語「無是（bô sī）嶼」，代表滿潮時島嶼面積過小，但在乾潮時卻可露出一大片海蝕平臺。